# Lockheed Martin RQ-170 Sentinel

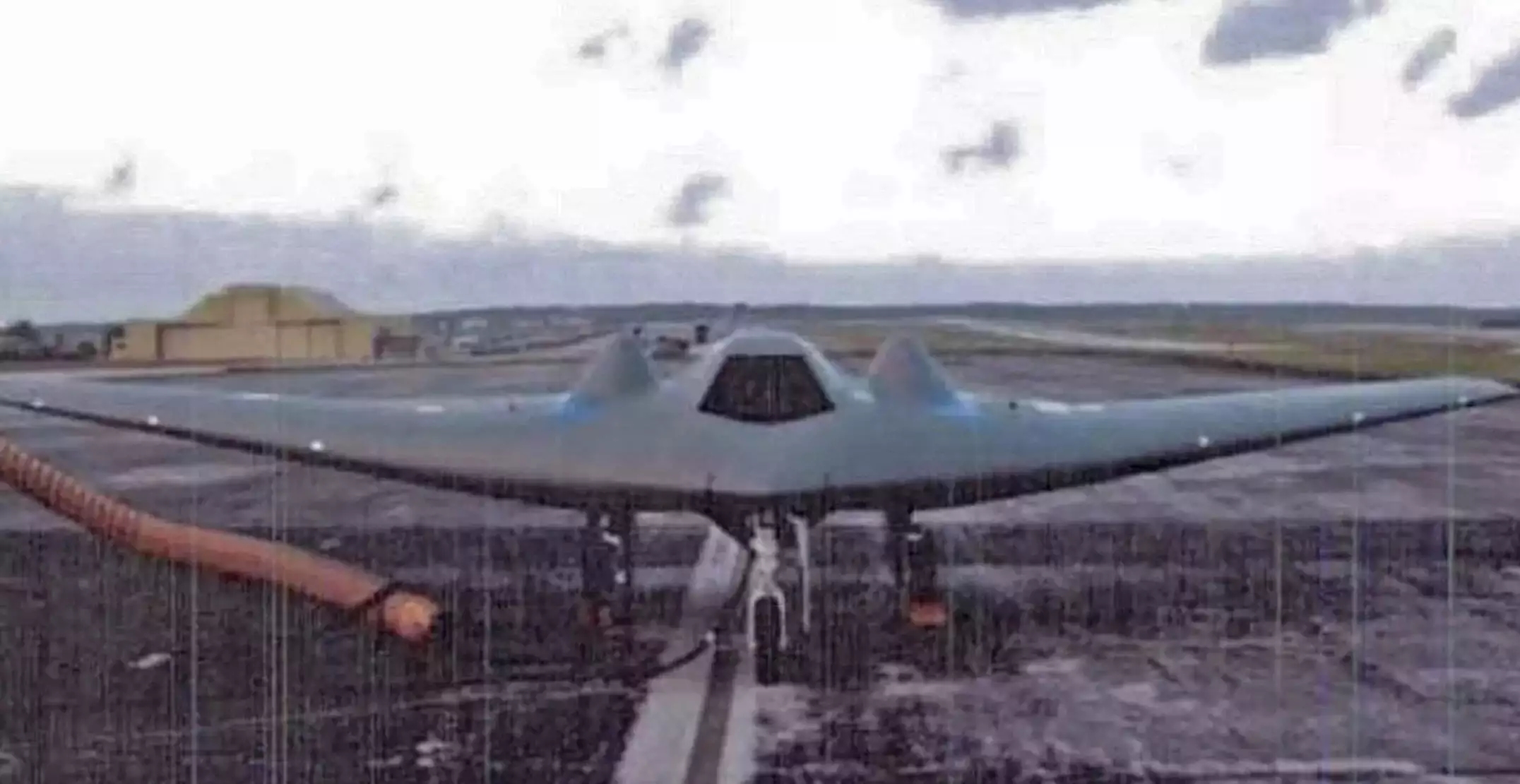
En RQ-170 Sentinel på Andersen Air Force Base i Guam, okänt datum.

Lockheed Martin RQ-170 Sentinel, arbetsnamn: Wraith UAV; smeknamn: Beast of Kandahar, är en amerikansk sekretessbelagd obemannad luftfarkost (UAV) med smygteknik som är speciellt tillverkad för flygspaning på hög höjd (50 000 fot eller 15 240 meter) av Lockheed Martin Advanced Development Programs (Skunk Works). De används främst av den amerikanska underrättelsetjänsten Central Intelligence Agency (CIA) medan själva flygningarna av de obemannade luftfarkosterna sköts dock av USA:s flygvapen via Creech Air Force Base, Clark County och Tonopah Test Range, Nye County i Nevada. I december 2012 uppskattades det att omkring 20 RQ-170 Sentinel hade byggts till och med det året.
2009 var det första gången som den obemannade luftfarkosten kom till kännedom när de franska Air & Cosmos och Libération publicerade bilder på en från 2007. En av bilderna visade hur den flög och andra visade när den var på en landningsbana på en militär flygplats i Kandahar i Afghanistan. Bara tre dagar efter att Libération publicerade, tillkännagav USA:s flygvapen RQ-170 Sentinels existens och att flygplanstypen flögs av den 30:e spaningsskvadronen på Tonopah Test Range, dock avslöjades det inga närmare detaljer runt den.
I maj 2011 deltog minst en RQ-170 Sentinel vid upptakten och under USA:s tillslag mot Usama bin Ladins tillhåll i Abbottabad i Pakistan, som resulterade i bin Ladins död.
Den 4 december samma år meddelade Irans armé att deras enhet för elektronisk krigföring hade tagit kontrollen över en obemannad luftfarkost som hade flugit nära Irans östra gräns mot Afghanistan. Den 6 december meddelade USA att den tillhörde CIA och inte USA:s flygvapen och medgav att de hade tappat kontrollen över den och den hade sen flugit in i iranskt luftrum och förmodligen kraschat. Den 8 december släppte Iran bilder på den beslagtagna RQ-170 Sentinel och USA bekräftade senare att bilderna var genuina. Den 24 december rapporterade iransk media att både Kina och Ryssland hade begärt få inspektera den obemannade luftfarkosten. Den 22 april 2012 meddelade befälhavaren av Islamiska revolutionsgardets flygvapen, general Amir-Ali Hajizadeh att man skulle utföra baklängeskonstruktion av RQ-170 Sentinel medan i november 2014 meddelade iranska media att en hade byggts och börjat flyga. Den fick namnet Shahed 171. I oktober 2016 rapporterade iransk media att det hade byggts en attackvariant av RQ-170 Sentinel som fick namnet Saegheh. 2018 blev en Shahed 171 nerskjuten av en israelisk Apachehelikopter, där Israels försvarsmakt bekräftade att Shahed 171 är en kopia av RQ-170 Sentinel.

## Galleri

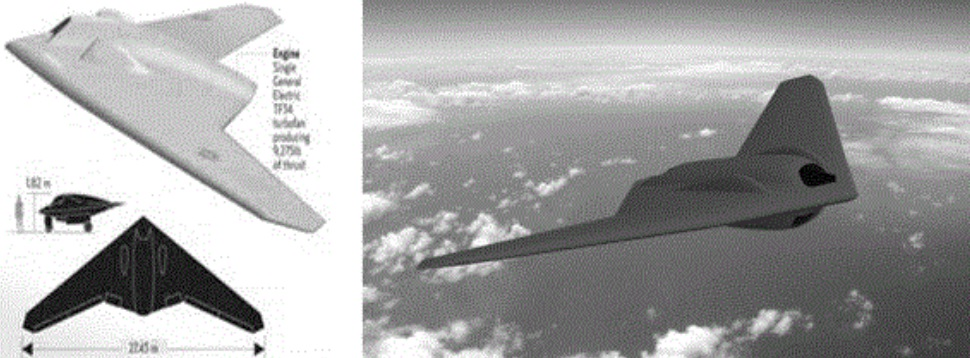
RQ-170 Sentinel i USA:s armés manual för igenkännande av flygplan, 2017.
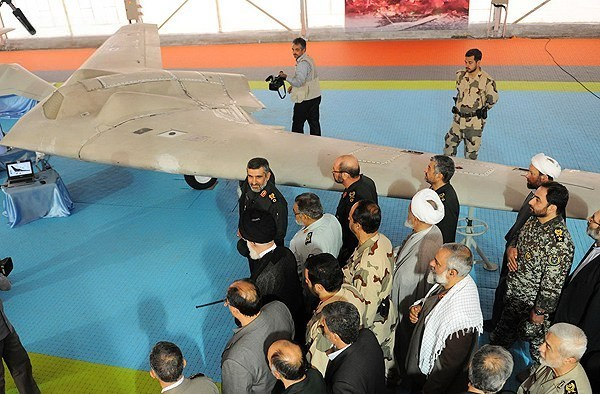
Iran visar upp den beslagtagna obemannade luftfarkosten vid presentationen av Shahed 171 (ej i bild), 2014. Ayatolla Ali Khamenei kan man skymta med svart turban och svarta kläder till vänster i folkmassan.
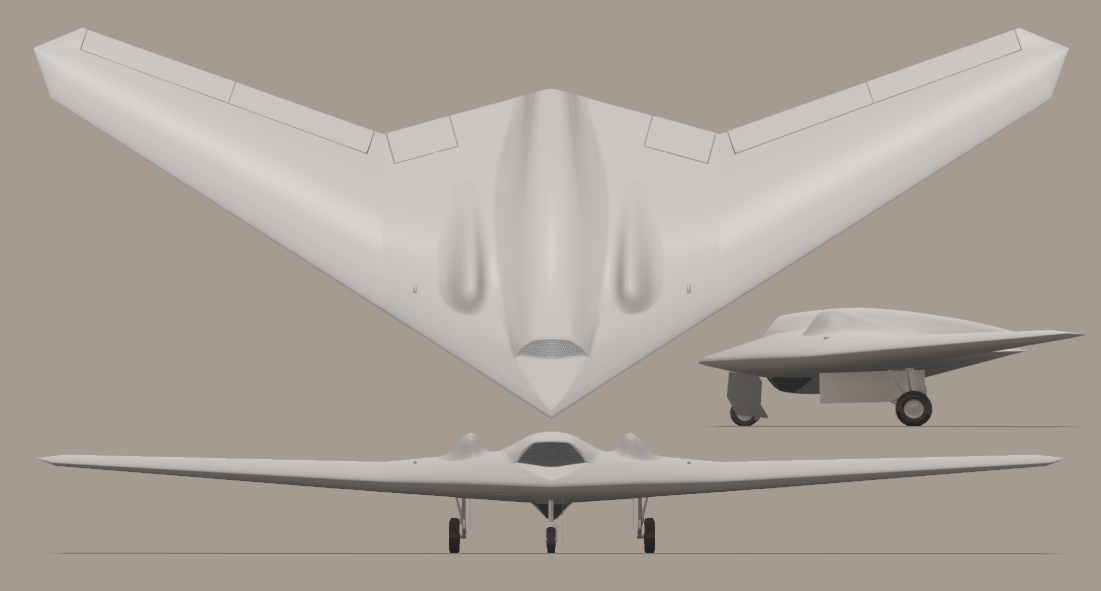
RQ-170 Sentinel.